# امتياز (حق)

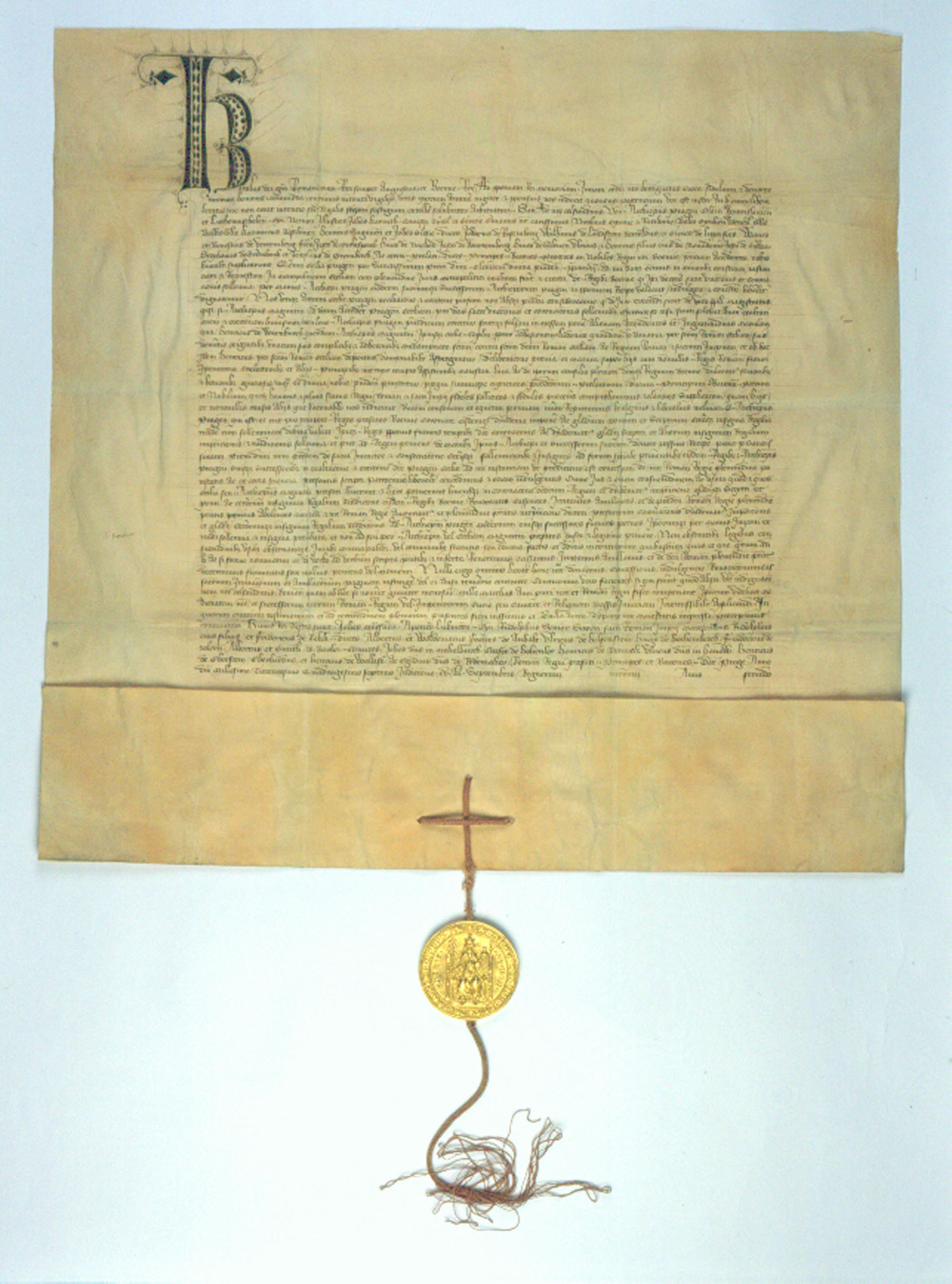

الامتيازات هي مجموعة الصلاحيات العرفية المضمنة أحيانا في قانون والتي يمتع بها حاكم ما (الملك أو الرئيس، على سبيل المثال)، والتي لا تخضع إلى كبح أو نقض أو مراقبة من المحاكم على الرغم من أن هذه السلطات إذا مورست على نحو اعتباطي في دولة دستورية تؤدي دوما تقريبا إلى مشكلات سياسية .
ويمكن نقل الصلاحيات الامتيازية في الواقع إلى أشخاص آخرين.

## اقرأ أيضاً
- حصانة (توضيح)